# UD Melilla

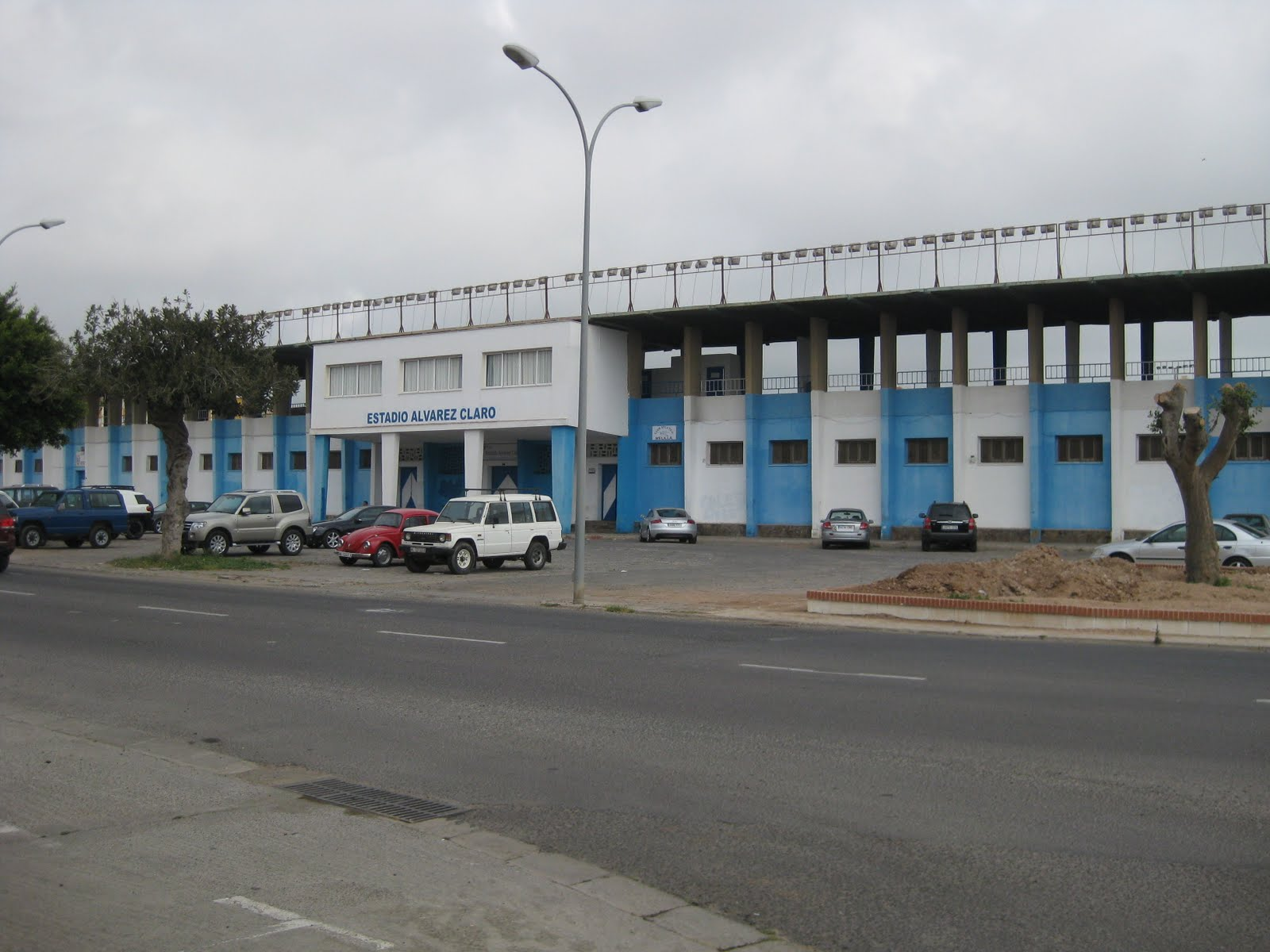
Estadio Municipal Alvarez Claro de Melilla

Union Deportiva Melilla ist ein spanischer Fußballverein aus der Exklave Melilla.

## Geschichte
UD Melilla gründete sich 1976, geht aber auf zuvor seit den 1940er Jahren existierende und später aufgelöste Vereine zurück – darunter ein zwischen 1943 und 1956 existierender gleichnamiger Klub. Die Mannschaft nahm im selben Jahr ihren Spielbetrieb in der seinerzeit noch drittklassigen Tercera División auf, wurde aber im Zuge einer Ligareform und der damit verbundenen Einführung der Segunda División B bereits im Folgejahr in die Viertklassigkeit zurückgestuft. 1987 stieg sie dorthin auf, wo sie in den folgenden Jahrzehnten mit wechselndem Erfolg antrat. 1990 verpasste der Klub als Vizemeister hinter Albacete Balompié den Aufstieg in die Segunda División. 1999 wurde UD zwar Meister, in den mittlerweile eingeführten Aufstiegsspielen belegte der Verein nach nur einem Sieg in sechs Spielen hinter FC Elche, UD Las Palmas und dem Burgos CF den letzten Platz seiner Gruppe. Später qualifizierte sich die Mannschaft erneut mehrfach für die Aufstiegsspiele, scheiterte aber jeweils früh.
Zwischen 1996 und der Auflösung des Gegners 2012 bestritt UD Melilla in der Segunda División B Derbys gegen AD Ceuta, zur Anreise mussten die Anhänger jedoch über Spanien verkehren.
Seine Heimspiele trägt UD Melilla im 1945 eröffneten Estadio Municipal Álvarez Claro aus, das über 10.000 Zuschauern Platz bietet.